# Iglesia de Santa María de los Alemanes
La Iglesia de Santa María de los Alemanes (en hebreo: כנסיית מרים של הגרמנים, en latín: Santa Maria Alemannorum o Santa Maria Alemanna) es una iglesia románica en ruinas ubicadas en la ciudad vieja de Jerusalén en la ladera noreste del monte de Sion.
Fue durante la Primera Cruzada cuando un peregrino alemán y su esposa (cuyos nombres son desconocidos) fundaron en 1126 un hospicio para los peregrinos del Sacro Imperio Romano. Se sumó al Hospicio de San Juan de Jerusalén. Celestino II establece las reglas en 1143, tomando el hospital bajo su protección, pero con un derecho de control previo de la orden de San Juan. El edificio fue destruido en parte por los ataques de 1187, y reconstruido en 1229. Federico II lo asignó a los caballeros teutónicos en abril de 1229, pero luego fue a la Orden de San Juan por orden de Gregorio IX. Como resultado de la toma de Jerusalén en el año 1244, el hospicio y la iglesia quedaron en ruinas.
Las ruinas fueron descubiertas en 1872 por T. Drake. Hoy están parcialmente abiertas a través de un parque arqueológico público.

## Véase también

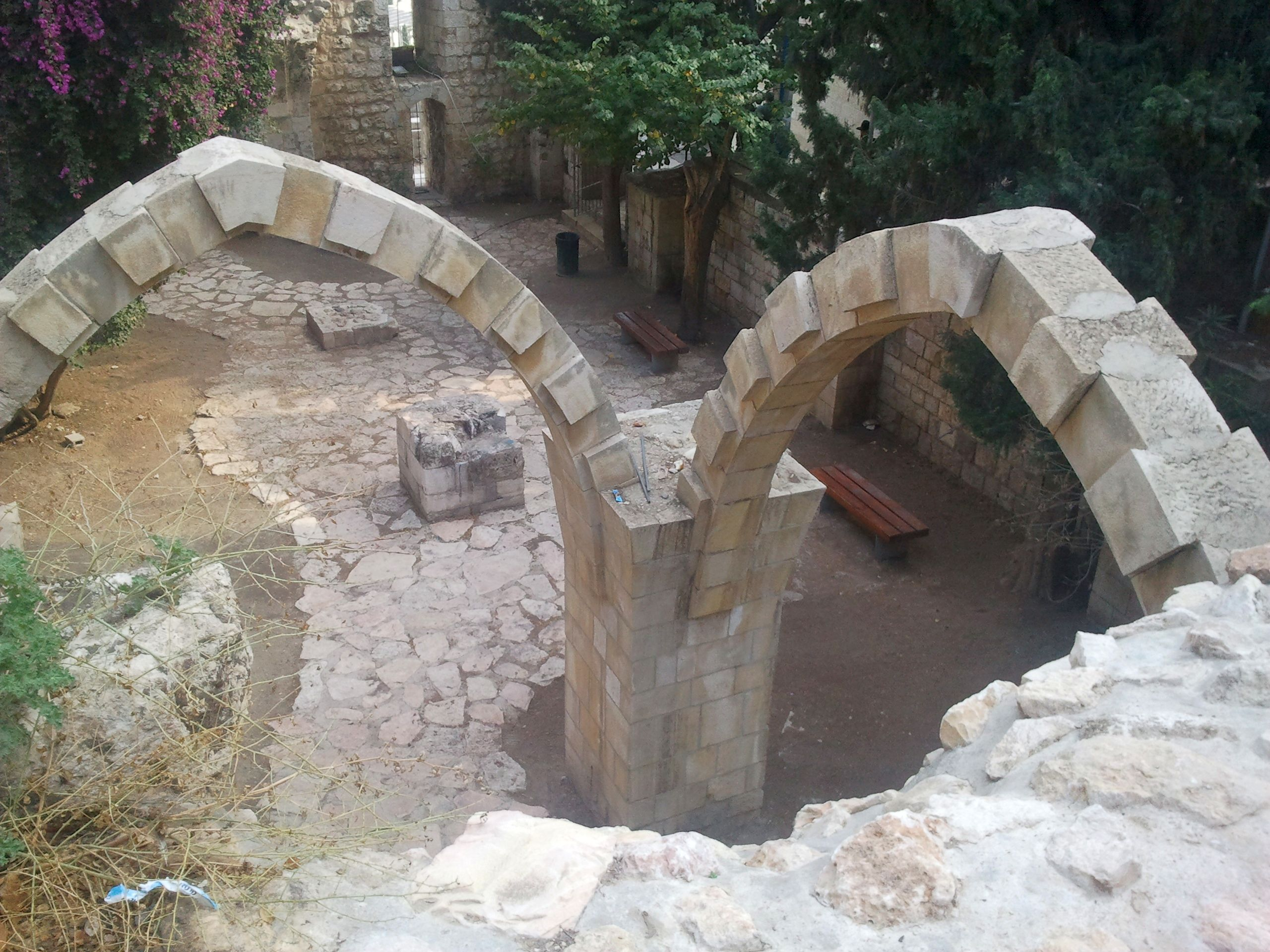
Vista del antiguo hospicio